# Kleinwelka
Kleinwelka (hornolužickosrbsky  Mały Wjelkow) je místní část velkého okresního města Budyšín v Horní Lužici v německé spolkové zemi Sasko. Nachází se v zemském okrese Budyšín a má 728 obyvatel.

## Geografie
Kleinwelka leží v severní části města Budyšín. Prochází jí spolková silnice B 96.

## Historie
První písemná zmínka pochází z roku 1345. Roku 1999 se do té doby samostatná obec Kleinwelka spojila s velkým okresním městem Budyšín.

## Obyvatelstvo
Vesnice náleží k lužickosrbské oblasti osídlení.

## Pamětihodnosti
- Saurierpark Kleinwelka – největší dinopark v Německu
- Irrgarten Kleinwelka – zahradní labyrint
- Miniaturenpark Kleinwelka
- modlitebna Moravských bratří

## Hospodářství
- Bautz’ner Senf & Feinkost GmbH – podnik vyrábějící hořčici Bautz’ner Senf

## Osobnosti
- Johann August Miertsching (Jan Awgust Měrćink; 1817–1875) – lužickosrbský misionář a tlumočník